# Dezső Szilágyi

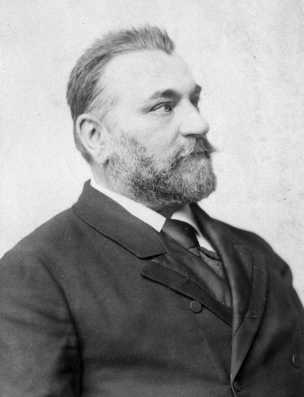
Dezső Szilágyi

Dezső Szilágyi (Nagyvárad, 1 april 1840 – Boedapest, 30 juli 1901) was een Hongaars politicus en jurist, die van 1889 tot 1895 de functie van minister van Justitie uitoefende.

## Biografie
Szilágyi werd geboren in Nagyvárad in het toenmalige Koninkrijk Hongarije. Hij studeerde rechten in Boedapest, Wenen en Duitsland en trok al gauw de aandacht met zijn publicaties over rechten en politiek. Als diensthoofd op het Hongaarse ministerie van Justitie was hij vervolgens lid van een regeringscommissie die de gang van zaken op justitievlak in Engeland moest bestuderen. 
In 1871 werd hij lid van het Huis van Afgevaardigden en in 1874 hoogleraar publiekrecht en politiek aan de Universiteit van Boedapest. Hij zei de politiek vaarwel in 1886, maar werd het jaar erop alweer verkozen als onafhankelijke afgevaardigde voor Pozsony. In 1889 werd hij minister van Justitie, waarna hij zich toelegde op een diepgaande hervorming van de administratie van het gerecht. In 1894 waren zijn inspanningen voornamelijk toegewijd aan de wetgeving op vlak van religie.
Nadat Dezső Bánffy, voormalig voorzitter van het Huis van Afgevaardigden, werd aangesteld als premier, volgde Szilágyi hem op als kamervoorzitter op 21 januari 1895, een functie die hij bleef uitoefenen tot in 1899.